# С
С, с (es) – litera podstawowej cyrylicy, oznaczająca spółgłoskę [s]. Jej kształt pochodzi od jednego z wariantów greckiej litery Σ (Ϲ ϲ).
W niektórych pozycjach oznacza spółgłoskę miękką:
- w języku bułgarskim przed И, Ю, Я – [sʲ];
- w języku rosyjskim przed Е, Ё, И, Ь, Ю, Я – [sʲ];
- w języku ukraińskim przed Є (tylko w transkrypcji nazw obcych), І, Ь, Ю, Я, oraz w języku białoruskim przed Е, Ё, І, Ь, Ю, Я – [sʲ] lub [ɕ] zależnie od dialektu.

## Kodowanie
| Znak                   | С                          | С                          | с                        | с                        |
| ---------------------- | -------------------------- | -------------------------- | ------------------------ | ------------------------ |
| Nazwa w Unikodzie      | Cyrillic Capital Letter Es | Cyrillic Capital Letter Es | Cyrillic Small Letter Es | Cyrillic Small Letter Es |
| Kodowanie              | dziesiątkowo               | szesnastkowo               | dziesiątkowo             | szesnastkowo             |
| Unicode                | 1057                       | U+0421                     | 1089                     | U+0441                   |
| UTF-8                  | 208 161                    | d0 a1                      | 209 129                  | d1 81                    |
| Odwołania znakowe SGML | &#1057;                    | &#x0421;                   | &#1089;                  | &#x0441;                 |
| Macintosh Cyrillic     | 145                        | 91                         | 241                      | F1                       |
| ISO 8859-5             | 193                        | C1                         | 225                      | E1                       |
| Windows-1251           | 209                        | D1                         | 241                      | F1                       |
| KOI8-R i KOI8-U        | 243                        | F3                         | 211                      | D3                       |

## Wariant niewystępujący w Unikodzie
– litera rozszerzonej cyrylicy. Została stworzona przez M. Kułajewa i umieszczona w projekcie alfabetu jego autorstwa, mającego służyć do zapisu języka baszkirskiego. Jej odpowiednikiem w piśmie arabskim była litera ث‬, w projekcie alfabetu łacińskiego z 1924 r. dwuznak Th, w alfabecie łacińskim z lat 1930–1940 litera . Współcześnie wykorzystuje się natomiast literę Ҫ.
Według stanu z 2019 r. litera nie miała reprezentacji w Unikodzie.